# Жакинту, Андрея
Андрея де Жезуш Жаки́нту (порт. Andreia de Jesus Jaquinto; род. 8 июня 2002, Кашкайш, Лиссабон) — португальская футболистка, полузащитница испанского клуба «Реал Сосьедад» и сборной Португалии.

## Биография

### Клубная карьера
В 2016 году присоединилась к академии лиссабонского «Спортинга». 25 сентября 2019 года в возрасте 17 лет подписала свой первый профессиональный контракт.
8 июня 2022 года Жакинту подписала трёхлетний контракт с испанским клубом «Реал Сосьедад».

### Карьера в сборной
Дебютировала в сборной Португалии 7 марта 2020 года в матче со сборной Бельгии на Кубке Алгарве.
Была включена в заявку сборной Португалии на чемпионат мира по футболу 2023 года. Она выходила на поле в матчах группового этапа со сборными Нидерландов (0:1), Вьетнама (2:0) и США (0:0). По итогам группового этапа сборная Португалии с 4 очками заняла 3-е место в группе и в плей-офф не попала.
В июне 2025 года вошла в состав сборной Португалии на чемпионат Европы по футболу 2025 года.